# Василюк Роман Миколайович
Роман Василюк (біл. Раман Васілюк, нар. 23 листопада 1978, Берестя) — білоруський футболіст, що грав на позиції нападника.
Виступав, зокрема, за клуб «Спартак» (Москва), а також національну збірну Білорусі.
Дворазовий чемпіон Білорусі. Дворазовий володар Кубка Білорусі. Чемпіон Росії. Володар Кубка Росії.

## Клубна кар'єра
У дорослому футболі дебютував 1996 року виступами за команду «Динамо-Берестя», в якій провів три сезони, взявши участь у 85 матчах чемпіонату. 
Протягом 2000—2001 років захищав кольори клубу «Славія-Мозир».
Своєю грою за останню команду привернув увагу представників тренерського штабу клубу «Спартак» (Москва), до складу якого приєднався 2001 року. Відіграв за московських спартаківців наступні два сезони своєї ігрової кар'єри. У складі московського «Спартака» був одним з головних бомбардирів команди, маючи середню результативність на рівні 0,33 голу за гру першості. За цей час виборов титул володаря Кубка Росії.
Згодом з 2002 по 2016 рік грав у складі команд «Динамо» (Мінськ), «Спартак-2» (Москва), «Динамо-Берестя», «Хапоель» (Тель-Авів), «Гомель», «Динамо-Берестя», «Мінськ», БАТЕ, «Мінськ», «Динамо-Берестя» та «Німан» (Гродно). Протягом цих років додав до переліку своїх трофеїв ще один титул володаря Кубка Росії.
Завершив ігрову кар'єру у команді «Динамо-Берестя», у складі якої вже виступав раніше. Повернувся до неї 2016 року, захищав її кольори до припинення виступів на професійному рівні у 2018 році.

## Виступи за збірні
У 1999 році залучався до складу молодіжної збірної Білорусі. На молодіжному рівні зіграв в одному офіційному матчі.
У 2000 році дебютував в офіційних матчах у складі національної збірної Білорусі. Протягом кар'єри у національній команді, яка тривала 9 років, провів у її формі 24 матчі, забивши 10 голів.

## Титули і досягнення

### Командні
- Чемпіон Білорусі (2):

«Славія-Мозир»: 2000
БАТЕ: 2012
- Володар Кубка Білорусі (2):

«Славія-Мозир»: 1999-2000
«Мінськ»: 2012-2013
- Чемпіон Росії (1):

«Спартак» (Москва): 2001
- Володар Кубка Росії (1):

«Спартак» (Москва): 2002-2003

### Особисті
- Кращий бомбардир Чемпіонату Білорусі: 2000 (31), 2007 (24)